# Yuankang (65-61 av. J.-C.)
Pour les articles homonymes, voir Yuankang.
L'ère Yuankang, ou Yuan-kang (65 - 61 av. J.-C.) (chinois : 元康 ; pinyin : Yuánkāng ; litt. « première paix ») est la troisième ère chinoise de l'empereur Xuandi de la dynastie Han.
Au deuxième mois de la 5e année de Yuankang (mars 61 av. J.-C.), l'empereur Xuandi proclame l'ère Shenjue.

## Chronique

### 2eannée(64av. J.-C.)
- 2e mois (mars) : intronisation de l'impératrice Wang.

### 4eannée(62av. J.-C.)
- Révolte des Wuhuan ainsi que des Dingling (en) et des Wusun contre les Xiongnu[1] (d'autres références indiquent que cette révolte a eu lieu en 69 av. J.-C.[2]).

| Yuankang               | 1re année     | 2de année    | 3e année     | 4e année     | 5e année     |
| ---------------------- | ------------- | ------------ | ------------ | ------------ | ------------ |
| Calendrier julien      | 65 av. J.-C.  | 64 av. J.-C. | 63 av. J.-C. | 62 av. J.-C. | 61 av. J.-C. |
| Calendrier sexagésimal | Bingchen (de) | Dingsi (de)  | Wuwu (de)    | Jiwei (de)   | Gengshen     |